# Garsa de l'Himàlaia
La garsa de l'Himàlaia (Pica bottanensis) és una espècie d'au que pertany a la família dels còrvids de l'ordre dels passeriformes, que produeixen en una àrea limitada d'Àsia.

## Aparició i forma de vida
La barba de color negre, com d'un corb, de 46–50 cm de llarg. Igual que les altres garses del gènere Pica, té el cap, el coll, el pit i l'esquena negre, la cara inferior blanca i la cua llarga i en forma de falca. Es diferencia de la garsa europea, ja que fins fa poc era considerat com una part de la cua amb negre, de la cua més curta, del bec més fort i del vestit menys brillant. Es troba en valls obertes i cultivades muntanyosos entre els 2000 i 4500 metres d'altitud.

## Distribució i sistemàtica
Les garses de l'Himàlaia viuen des de l'Himàlaia oriental fins al sud-est del Tibet i l'oest de la Xina (Qinghai i Xinjiang). Es tracta com monotípic, és a dir, no es divideix en cap subespècie.

### Estat de les espècies
Anteriorment es va considerar que l'ocell era subespècie de la garsa (Pica pica) i alguns encara ho fan. Després d'estudis de l'ADN, no obstant això, mostra que està genèticament ben separada, juntament amb espècies germanes de garsa d'Aràbia (P. asirensis) recentment distingides en un complex d'espècies que consisteix, entre altres coses, el bec, les garses de l'Amèrica del Nord garses nord-americanes (P. hudsonia) i les garses becgrogues (Pica nuttalli).

## Estat i amenaces
La Unió Internacional per a la Conservació de la UICN encara no la reconeix com a espècie pròpia i, per tant, no ha valorat el seu estat d'amenaça.

## Nom
El nom científic de l'espècie de l'ocell, bottanensis prové del nom francès Bottan o Boutan per a Bhutan.